# Juul Timmermans
Juul Timmermans (6 september 2003) is een Nederlands voetballer die speelt als verdediger. Hij speelt sinds het seizoen 2023/24 voor Roda JC.

## Clubcarrière
Timmermans speelde in de jeugdopleiding bij Fortuna Sittard en EVV Echt. In 2023 sloot hij zich aan bij de jeugdopleiding van Roda JC. In het seizoen 2024/25 zat hij een paar keer op de reservebank bij het eerste elftal en bij aanvang van het seizoen 2025/26 sloot hij aan bij het eerste elftal van Roda JC. Timmermans heeft een contract tot 30 juni 2026. In het seizoen 2025/26 draagt hij het rugnummer 2.